# 吴宝玉墓
吴宝玉墓，位于中国广东省茂名市化州市狮子岭（原河西长寿岭现迁狮子岭），为化州市文物保护单位，类型为古墓葬，公布时间为1997年3月。
吴宝玉墓的历史年代为清代。